# Dolomieten
De Dolomieten zijn een bergketen in Italië die deel uitmaakt van de Zuidelijke Kalkalpen. Typisch voor de Dolomieten zijn de steile rotswanden en pieken, die zijn ontstaan door erosie en verwering.
De bergketen is opgesplitst in twee delen: het oostelijke en het westelijke. De hoogste top van de Dolomieten, de Marmolada, is 3343 meter hoog. Nog ongeveer 15 andere bergen bereiken de grens van 3000 meter.
In 2009 werden de Dolomieten toegevoegd aan de Werelderfgoedlijst van UNESCO.

## Geologie
De Dolomieten maken geologisch gezien deel uit van de Zuidelijke Alpen. De Zuidelijke Alpen liggen op de Apulische Plaat, een kleine tektonische plaat die naar het noorden beweegt en daarbij op de Europese Plaat botst, een beweging waardoor de Alpen zijn ontstaan.
Het gesteente dat nu de Dolomieten vormt, is zo'n 60 miljoen jaar (Ma) geleden gevormd door de lithificatie van riffen van koraal. Deze kalksteen ligt op een Paleozoïsche sokkel.

### Vorming
De oude, Paleozoïsche gesteenten werden aangetast door erosie en verwering, waarna eroverheen een pakket van rode zandsteen werd afgezet in het Perm. Deze zandsteen werd onder invloed van de hoge temperatuur bij vulkanisme gemetamorfoseerd tot kwartsieten. Het ganggesteente dat bij de vulkanische activiteit ontstond, is nog steeds waarneembaar. De Dolomieten lagen in het Mesozoïcum in een ondiep zeegebied aan de zuidkant van de Tethysoceaan, waar kalken en evaporieten (tegenwoordig te vinden als gips en steenzout) werden afgezet.
In het Trias was de zee ondiep en werden voornamelijk kalk en zand afgezet. Specifiek voor de Dolomieten waren de koraalriffen die groeiden in een zee ondieper dan 1,5 meter, wat plaatsvond in de vroege Jura. Door een continue tektonische daling van de zeebodem bleef het relatieve zeeniveau stijgen waardoor het koraal kon blijven groeien zodat dikke pakketten gesteente gevormd werden. Dit proces wordt aggradatie genoemd. Verdere vulkanische activiteit zorgde voor de vorming van dikes door het koraal en een laag lava over de koraalkalk heen. Hierdoor verhardde de koraalkalk en ontstonden er competente pakketten van maximaal 400 meter dik.
Tijdens de Alpiene orogenese in het Paleogeen kwamen de gesteenten omhoog. De lava is weg geërodeerd door gletsjers en de inslijting van rivierdalen. Het gedolomitiseerde koraal vormde vanwege de grote competentie een verhoging in het landschap en verkreeg door erosie de grillige vormen waar de Dolomieten bekend om zijn. De dalen in dit gebied zijn U-vormig, typisch voor gletsjerdalen.

### Dolomitisatie
Er zijn een aantal mogelijke manieren waarop in de natuur calciet kan worden omgezet naar dolomiet. Welke daarvan in de natuur dominant is, is echter niet duidelijk. Vermoedelijk ontstond de dolosteen van de Dolomieten door inwerking van zeewater op het nog niet verharde kalksediment. Het mineraal dolomiet komt ook in evaporietrijke lagen voor, waar calciet uit kalksediment en magnesiumzouten uit de evaporieten door diagenese tot dolomiet reageren.

## Sociale geografie van de Dolomieten
In het gebied van de Dolomieten worden drie talen gesproken; Duits, Italiaans en Ladinisch. Tot 1918 liep de Oostenrijks-Italiaanse staatsgrens dwars door de Dolomieten: de noordelijke helft behoorde tot het Oostenrijkse Tirol en de zuidelijke helft tot het Italiaanse Veneto. Aan het eind van de Eerste Wereldoorlog werd het gebied Tirol in tweeën gedeeld. De grens werd verlegd naar de waterscheiding tussen de Donau en de Po: de Brenner. Noord- en Oost-Tirol bleven bij Oostenrijk; Italië kreeg niet alleen het Italiaanstalige deel van Tirol (Trentino) maar ook de zuidelijke helft van het Duitstalige Tirol, Zuid-Tirol, dat Alto Adige ging heten. Sindsdien ligt de noordelijke helft van de Dolomieten in Italië. Van de ene op de andere dag viel een bevolking van 200.000 mensen onder een nieuw bestuur met een andere taal en cultuur. Het gebied werd onder leiding van Benito Mussolini geïtalianiseerd. De Duitssprekende bevolking vormde een minderheid en werd ook als zodanig behandeld. Tussen 1950 en 1970 was hiertegen verzet, waarbij er aanslagen plaatsvonden op Italiaanse eigendommen en objecten met doden tot gevolg. Nadat de rust was wedergekeerd en leven de bevolkingsgroepen sinds 1972 vredig naast elkaar. De verklaring hiervoor is waarschijnlijk het groot aantal afspraken dat is gemaakt: iedere groep heeft het recht zijn eigen taal te spreken, en iedere groep moet vertegenwoordigd zijn bij politieke partijen en verenigingen.

## Toerisme
Rond 1850 kwamen de eerste bergbeklimmers uit Engeland, Duitsland en Oostenrijk naar het gebied. Rond 1900 trokken ook pioniers van de skisport naar de Dolomieten. 
De Dolomieten zijn een doel voor sportieve vakanties. Cortina d'Ampezzo is een veel bezocht toeristencentrum. Er is een kabelbaan naar Monte Faloria op 2340 meter hoogte. Het bovendal van de Piave is voornamelijk in trek bij Italiaanse toeristen. De Alta Via Dolomieten en de Doloramaweg vormen een netwerk van bewegwijzerde langeafstandswandelpaden. In Bozen kan men Ötzi bezichtigen, die rond 3000 voor Christus is gestorven en in 1991 door twee bergwandelaars werd gevonden. Verder kent het gebied een eigen folklore en wordt er veel hout bewerkt.
De Dolomieten hebben een uitgebreide fauna (alpensneeuwhoenders, gemzen, reeën) en flora (gentiaan, oranjelelie, rapunzel).

## Naamgeving
Het gebergte is genoemd naar het mineraal en gesteente dolomiet, dat werd vernoemd naar de Franse geoloog Déodat de Dolomieu. Voordien stond het gebergte bekend onder de naam Monti Pallidi, 'Bleke Bergen'.

## Bergtoppen van de Dolomieten
- Antelao (3264 m)
- Bosconero
- Cadini di Misurina (2839 m)
- Catinaccio (Rosengarten) (3002 m)
- Cinque Torri (2361 m)
- Col di Lana (2462 m)

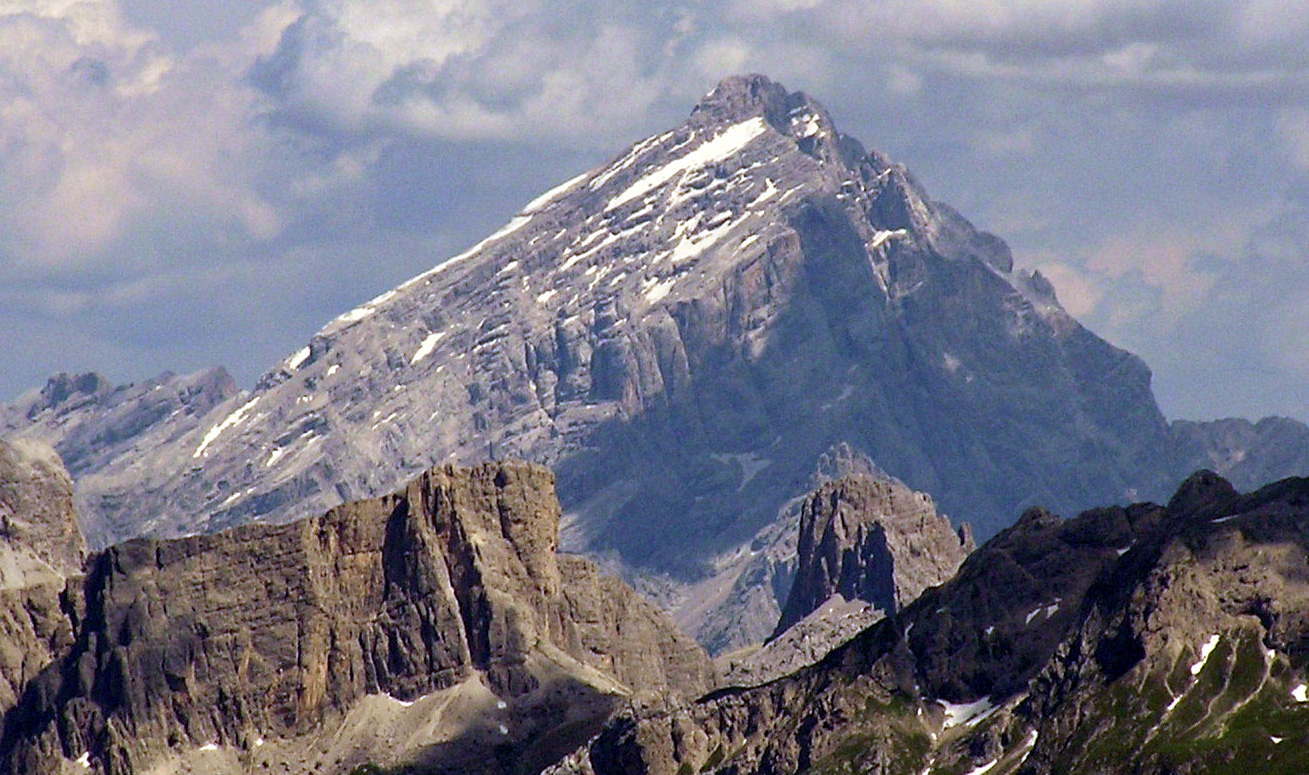
Antelao

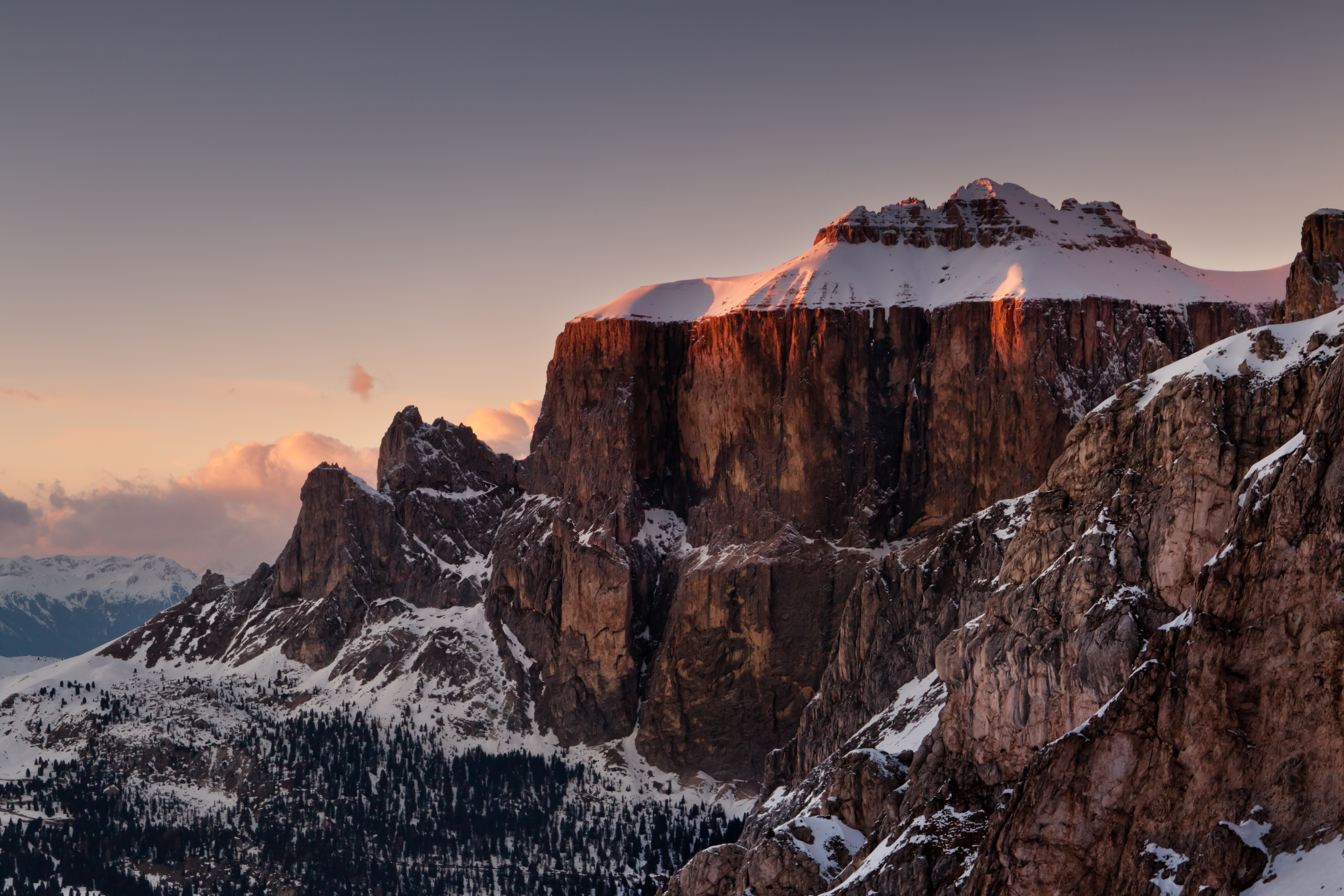
Gruppo del Sella

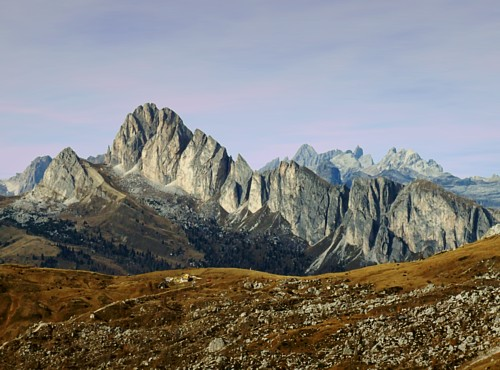
Settsass

- Cristallo (3221 m) (niet te verwarren met de Monte Cristallo in het Ortler-massief, welke niet in de Dolomieten ligt)
- Croda da Lago (2839 m)
- Croda dei Toni (3094 m)
- Dolomiti di Brentaa (3176 m)
- Dolomiti di Comelico-Dolomiti Carniche
- Dolomiti di Funes-Braies
- Dolomiti di Lienz
- Dolomiti di Sesto
- Dolomiti Friulane
- Gruppo del Sella (3152 m)
- Gran Vernel (3205 m)
- Gruppo delle Marmarole
- Gruppo dello Schiara
- Gruppo Odle-Puez
- Latemar (2842 m)
- Marmolada (3342 m)
- Monte Averau (2649 m)
- Monte Civetta (3220 m)
- Monte Pelmo (3168 m)
- Nuvolau
- Pale di San Martino
- Pompagnon (2450 m)
- Sassolungo (3181 m)
- Schlern (Sciliar) (2563 m)
- Seceda (2519 m)
- Settsass (2571 m)
- Sorapiss
- Tofane (3244 m)
- Tre Cime di Lavaredo (Drei Zinnen) (2999 m)
- Vette Feltrine-Gruppo del Cimonega